# Lajoskomárom
Lajoskomárom là một làng thuộc hạt Fejér, Hungary. Làng này có diện tích 75,67 km², dân số năm 2010 là 2203 người, mật độ 29 người/km².